# Gran Premi d'Espanya del 2010
El Gran Premi d'Espanya de Fórmula 1 de la Temporada 2010 s'ha disputat al circuit de Catalunya el 9 de maig del 2010.

## Qualificació
| Pos | No | Pilot              | Constructor          | Part 1   | Part 2   | Part 3   | Sortida |
| --- | -- | ------------------ | -------------------- | -------- | -------- | -------- | ------- |
| 1   | 6  | Mark Webber        | Red Bull-Renault     | 1:21.412 | 1:20.655 | 1:19.995 | 1       |
| 2   | 5  | Sebastian Vettel   | Red Bull-Renault     | 1:21.680 | 1:20.772 | 1:20.101 | 2       |
| 3   | 2  | Lewis Hamilton     | McLaren-Mercedes     | 1:21.723 | 1:21.415 | 1:20.829 | 3       |
| 4   | 8  | Fernando Alonso    | Ferrari              | 1:21.957 | 1:21.549 | 1:20.937 | 4       |
| 5   | 1  | Jenson Button      | McLaren-Mercedes     | 1:21.915 | 1:21.168 | 1:20.991 | 5       |
| 6   | 3  | Michael Schumacher | Mercedes             | 1:22.528 | 1:21.557 | 1:21.294 | 6       |
| 7   | 11 | Robert Kubica      | Renault              | 1:22.488 | 1:21.599 | 1:21.353 | 7       |
| 8   | 4  | Nico Rosberg       | Mercedes             | 1:22.419 | 1:21.867 | 1:21.408 | 8       |
| 9   | 7  | Felipe Massa       | Ferrari              | 1:22.564 | 1:21.841 | 1:21.585 | 9       |
| 10  | 23 | Kamui Kobayashi    | BMW Sauber-Ferrari   | 1:22.577 | 1:21.725 | 1:21.984 | 10      |
| 11  | 14 | Adrian Sutil       | Force India-Mercedes | 1:22.628 | 1:21.985 |          | 11      |
| 12  | 22 | Pedro de la Rosa   | BMW Sauber-Ferrari   | 1:22.211 | 1:22.026 |          | 12      |
| 13  | 10 | Nico Hülkenberg    | Williams-Cosworth    | 1:22.857 | 1:22.131 |          | 13      |
| 14  | 12 | Vitali Petrov      | Renault              | 1:22.976 | 1:22.139 |          | 191     |
| 15  | 16 | Sébastien Buemi    | Toro Rosso-Ferrari   | 1:22.699 | 1:22.191 |          | 14      |
| 16  | 17 | Jaime Alguersuari  | Toro Rosso-Ferrari   | 1:22.593 | 1:22.207 |          | 15      |
| 17  | 15 | Vitantonio Liuzzi  | Force India-Mercedes | 1:23.084 | 1:22.854 |          | 16      |
| 18  | 9  | Rubens Barrichello | Williams-Cosworth    | 1:23.125 |          |          | 17      |
| 19  | 18 | Jarno Trulli       | Lotus-Cosworth       | 1:24.674 |          |          | 18      |
| 20  | 19 | Heikki Kovalainen  | Lotus-Cosworth       | 1:24.748 |          |          | 20      |
| 21  | 24 | Timo Glock         | Virgin-Cosworth      | 1:25.475 |          |          | 222     |
| 22  | 25 | Lucas di Grassi    | Virgin-Cosworth      | 1:25.556 |          |          | 232     |
| 23  | 20 | Karun Chandhok     | HRT-Cosworth         | 1:26.750 |          |          | 243     |
| 24  | 21 | Bruno Senna        | HRT-Cosworth         | 1:27.122 |          |          | 21      |

Notes:
1.^  – Vitali Petrov ha estat penalitzat amb 5 llocs per canviar la caixa de canvi.
2.^  – Els Virgins de Timo Glock i Lucas di Grassi han estat penalitzats amb 5 llocs per fer canvis sense notificar després del temps permès per fer-ho.
3.^  – Karun Chandhok, d'Hispania ha estat penalitzat amb 5 llocs per canviar la caixa de canvi.

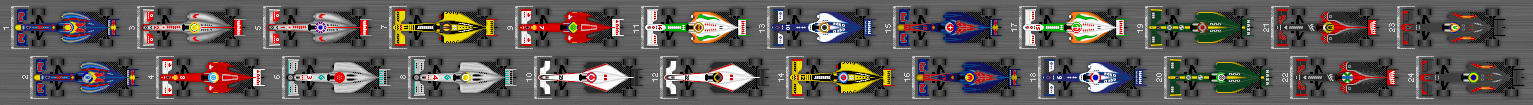
Posicions després de la qualificació

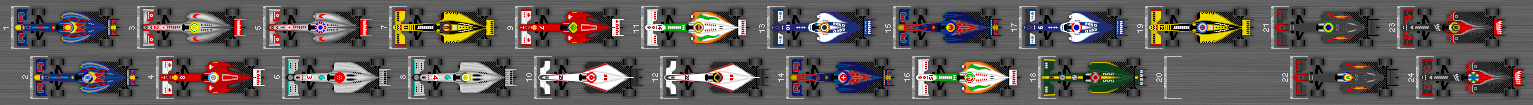
Graella de sortida definitiva

## Cursa
| Pos | No | Pilot              | Constructor            | Voltes | Temps / Retirada | Pos.Sortida | Punts |
| --- | -- | ------------------ | ---------------------- | ------ | ---------------- | ----------- | ----- |
| 1   | 6  | Mark Webber        | Red Bull - Renault     | 66     | 1h 35' 44. 101   | 1           | 25    |
| 2   | 8  | Fernando Alonso    | Ferrari                | 66     | + 24.065 s       | 4           | 18    |
| 3   | 5  | Sebastian Vettel   | Red Bull - Renault     | 66     | + 51.338 s       | 2           | 15    |
| 4   | 3  | Michael Schumacher | Mercedes               | 66     | + 1' 02.195 min. | 6           | 12    |
| 5   | 1  | Jenson Button      | McLaren - Mercedes     | 66     | + 1' 03.728 min. | 5           | 10    |
| 6   | 7  | Felipe Massa       | Ferrari                | 66     | + 1' 05.767 min. | 9           | 8     |
| 7   | 14 | Adrian Sutil       | Force India - Mercedes | 66     | + 1' 12.941 min. | 11          | 6     |
| 8   | 11 | Robert Kubica      | Renault                | 66     | + 1' 13.677 min. | 7           | 4     |
| 9   | 9  | Rubens Barrichello | Williams - Cosworth    | 65     | + 1 Volta        | 17          | 2     |
| 10  | 17 | Jaime Alguersuari  | Toro Rosso - Ferrari   | 65     | + 1 Volta        | 15          | 1     |
| 11  | 12 | Vitali Petrov      | Renault                | 65     | + 1 Volta        | 19          |       |
| 12  | 23 | Kamui Kobayashi    | BMW Sauber - Ferrari   | 65     | + 1 Volta        | 10          |       |
| 13  | 4  | Nico Rosberg       | Mercedes               | 65     | + 1 Volta        | 8           |       |
| 141 | 2  | Lewis Hamilton     | McLaren - Mercedes     | 64     | Accident2        | 3           |       |
| 151 | 15 | Vitantonio Liuzzi  | Force India - Mercedes | 64     | Motor            | 16          |       |
| 16  | 10 | Nico Hülkenberg    | Williams - Cosworth    | 64     | + 2 Voltes       | 13          |       |
| 17  | 18 | Jarno Trulli       | Lotus - Cosworth       | 63     | + 3 Voltes       | 18          |       |
| 18  | 24 | Timo Glock         | Virgin - Cosworth      | 63     | + 3 Voltes       | 22          |       |
| 19  | 25 | Lucas di Grassi    | Virgin - Cosworth      | 62     | + 4 Voltes       | 23          |       |
| Ret | 16 | Sébastien Buemi    | Toro Rosso - Ferrari   | 44     | Hidràulics       | 14          |       |
| Ret | 20 | Karun Chandhok     | HRT - Cosworth         | 30     | Col·lisió        | 24          |       |
| Ret | 22 | Pedro de la Rosa   | BMW Sauber - Ferrari   | 20     | Col·lisió        | 12          |       |
| Ret | 21 | Bruno Senna        | HRT - Cosworth         | 0      | Accident         | 21          |       |
| NVS | 19 | Heikki Kovalainen  | Lotus - Cosworth       | 0      | Caixa canvi      | 20          |       |

Notes:
1.^  – Lewis Hamilton i Vitantonio Liuzzi s'han classificat a l'haver completat el 90% de la distància del GP.
2.^  – Una roda punxada va ser el causant de l'accident de Lewis Hamilton.

## Altres
- Pole: Mark Webber 1' 19. 995

- Volta ràpida: Lewis Hamilton 1' 24. 357 (a la volta 59)